# Radical 157
Le radical 157, qui signifie le pied, est un des 20 des 214 radicaux chinois répertoriés dans le dictionnaire de Kangxi composés de sept traits.
Le caractère Unicode de 足 est 8DB3.

## Caractères avec le radical 157
| nombre de traits          | caractères                                                                                      |
| ------------------------- | ----------------------------------------------------------------------------------------------- |
| Sans trait supplémentaire | 足 ⻊                                                                                           |
| 2 traits supplémentaires  | 趴                                                                                              |
| 3 traits supplémentaires  | 趵 趶 趷 趸                                                                                     |
| 4 traits supplémentaires  | 趹 趺 趻 趼 趽 趾 趿 跀 跁 跂 跃 跄                                                             |
| 5 traits supplémentaires  | 跅 跆 跇 跈 跉 跊 跋 跌 跍 跎 跏 跐 跑 跒 跓 跔 跕 跖 跗 跘 跙 跚 跛 跜 距 跞                   |
| 6 traits supplémentaires  | 跟 跠 跡 跢 跣 跤 跥 跦 跧 跨 跩 跪 跫 跬 跭 跮 路 跰 跱 跲 跳 跴 践 跶 跷 跸 跹 跺 跻          |
| 7 traits supplémentaires  | 跼 跽 跾 跿 踀 踁 踂 踃 踄 踅 踆 踇 踈 踉 踊 踋 踌 踍 踎                                        |
| 8 traits supplémentaires  | 踏 踐 踑 踒 踓 踔 踕 踖 踗 踘 踙 踚 踛 踜 踝 踞 踟 踠 踡 踢 踣 踤 踥 踦 踧 踨 踩 踪 踬 踭 踮 踯 |
| 9 traits supplémentaires  | 踫 踰 踱 踲 踳 踴 踵 踶 踷 踸 踹 踺 踻 踼 踽 踾 踿 蹀 蹁 蹂 蹃 蹄 蹅                            |
| 10 traits supplémentaires | 蹆 蹇 蹈 蹉 蹊 蹋 蹌 蹍 蹎 蹏 蹐 蹑 蹒 蹓                                                       |
| 11 traits supplémentaires | 蹔 蹕 蹖 蹗 蹘 蹙 蹚 蹛 蹜 蹝 蹞 蹟 蹠 蹡 蹢 蹤 蹥 蹦 蹧 蹮                                     |
| 12 traits supplémentaires | 蹨 蹩 蹪 蹫 蹬 蹭 蹯 蹰 蹱 蹣 蹲 蹳 蹴 蹵 蹶 蹷 蹸 蹹 蹺 蹻 蹼 蹽 蹾 蹿 躀                      |
| 13 traits supplémentaires | 躁 躂 躃 躅 躆 躇 躈 躉                                                                         |
| 14 traits supplémentaires | 躄 躊 躋 躌 躍 躎 躏                                                                            |
| 15 traits supplémentaires | 躐 躑 躒 躓 躔 躕 躖                                                                            |
| 16 traits supplémentaires | 躗 躘 躙 躚 躛 躜                                                                               |
| 17 traits supplémentaires | 躝 躞 躟 躠                                                                                     |
| 18 traits supplémentaires | 躡 躢 躣 躤 躥                                                                                  |
| 19 traits supplémentaires | 躦 躧                                                                                           |
| 20 traits supplémentaires | 躨 躩 躪                                                                                        |